# 德国足球协会联赛
协会联赛（Verbandsliga），是德国足球联赛系统的第 6 至 7 級別，覆盖范围包括联邦州或联邦州的部分区域。
由于在德国足球联赛系统中，位居第四级地区联赛以下的联赛均由全国性管理机构——德国足球总会下属的21个州级协会独立主办，使得各州的联赛架构有所差别。因此，协会联赛并非存在于每个联邦州。在北莱茵-威斯特法伦州（中莱茵和下莱茵）、萨克森州、图林根州、汉堡州、下萨克森州、不来梅州和巴伐利亚州，相应的第六级联赛被称为州级联赛，而州级联赛在德国其它大部分的联邦州都只能作为第七级联赛。北莱茵-威斯特法伦州、莱茵兰-普法尔茨州和巴登-符腾堡州是被拆分为两个或三个州级协会成员，每个均运行有自己的联赛体系。此外，在某些地区或州份，例如黑森州、威斯特法伦地区和石勒苏益格-荷尔斯泰因州，协会联赛的架构是由两个或多个平行运作的组别所组成。
近年来，一些联赛已经从它们赛事名称中摈弃了“协会”字样，并更青睐于仅以它们所处的州份或地区自称。柏林协会联赛从而成为了柏林联赛，勃兰登堡协会联赛成为了勃兰登堡联赛，威斯特法伦协会联赛成为了威斯特法伦联赛以及莱茵兰协会联赛成为了莱茵兰联赛。中莱茵协会联赛成为了中莱茵联赛和下莱茵协会联赛成为了下莱茵联赛，这两个联赛在2012年晋升为高级联赛级别。

## 协会联赛列表
| 协会联赛                       | 赛区                          | 级别 | 升级至                       | 降级至                                                              | 成立   |
| ------------------------------ | ----------------------------- | ---- | ---------------------------- | ------------------------------------------------------------------- | ------ |
| 黑森协会联赛                   | 北区                          | VI   | 黑森联赛                     | 富尔达团体联赛 卡塞尔团体联赛（1、2区）                             | 1964年 |
| 黑森协会联赛                   | 中区                          | VI   | 黑森联赛                     | 威斯巴登团体联赛 吉森/马尔堡团体联赛                                | 1964年 |
| 黑森协会联赛                   | 南区                          | VI   | 黑森联赛                     | 达姆施塔特团体联赛 法兰克福团体联赛（东、西区）                     | 1964年 |
| 萨尔兰协会联赛1                | 东北区                        | VII  | 萨尔兰联赛                   | 萨尔兰北部/东部州级联赛                                             | 1978年 |
| 萨尔兰协会联赛1                | 西南区                        | VII  | 萨尔兰联赛                   | 萨尔兰南部/西部州级联赛                                             | 1978年 |
| 莱茵兰联赛                     | 莱茵兰联赛                    | VI   | 莱茵兰-普法尔茨/萨尔高级联赛 | 莱茵兰行政区联赛（东、中、西区）                                    | 1978年 |
| 西南协会联赛                   | 西南协会联赛                  | VI   | 莱茵兰-普法尔茨/萨尔高级联赛 | 西南州级联赛（东、西区）                                            | 1978年 |
| 巴登协会联赛                   | 巴登协会联赛                  | VI   | 巴登-符腾堡高级联赛          | 中巴登州级联赛 欧登瓦德州级联赛 莱茵/内卡州级联赛                   | 1978年 |
| 南巴登协会联赛                 | 南巴登协会联赛                | VI   | 巴登-符腾堡高级联赛          | 南巴登州级联赛（1、2、3区）                                         | 1978年 |
| 符腾堡协会联赛                 | 符腾堡协会联赛                | VI   | 巴登-符腾堡高级联赛          | 符腾堡州级联赛（1、2、3、4区）                                      | 1978年 |
| 威斯特法伦联赛2                | 1区                           | VI   | 威斯特法伦高级联赛           | 威斯特法伦州级联赛（1、2、3、4区）                                  | 1956年 |
| 威斯特法伦联赛2                | 2区                           | VI   | 威斯特法伦高级联赛           | 威斯特法伦州级联赛（1、2、3、4区）                                  | 1956年 |
| 柏林联赛                       | 柏林联赛                      | VI   | 东北高级联赛（北区）         | 柏林州级联赛（1、2区）                                              | 1992年 |
| 勃兰登堡联赛                   | 勃兰登堡联赛                  | VI   | 东北高级联赛（北区）         | 勃兰登堡州级联赛（北、南区）                                        | 1990年 |
| 梅克伦堡-前波美拉尼亚协会联赛  | 梅克伦堡-前波美拉尼亚协会联赛 | VI   | 东北高级联赛（北区）         | 梅克伦堡-前波美拉尼亚州级联赛（东、北、西区）                       | 1991年 |
| 萨克森-安哈尔特协会联赛        | 萨克森-安哈尔特协会联赛       | VI   | 东北高级联赛（南区）         | 萨克森-安哈尔特州级联赛（北、南区）                                 | 1990年 |
| 石勒苏益格-荷尔斯泰因协会联赛3 | 北东区                        | VI   | 石勒苏益格-荷尔斯泰因联赛    | 基尔县级联赛 普伦县级联赛 伦茨堡-埃肯弗德县级联赛                   | 2008年 |
| 石勒苏益格-荷尔斯泰因协会联赛3 | 北西区                        | VI   | 石勒苏益格-荷尔斯泰因联赛    | 弗伦斯堡县级联赛 北弗里斯兰县级联赛 石勒苏益格县级联赛              | 2008年 |
| 石勒苏益格-荷尔斯泰因协会联赛3 | 南东区                        | VI   | 石勒苏益格-荷尔斯泰因联赛    | 吕贝克县级联赛 劳恩堡县级联赛 东荷尔斯泰因县级联赛 施托尔曼县级联赛 | 2008年 |
| 石勒苏益格-荷尔斯泰因协会联赛3 | 南西区                        | VI   | 石勒苏益格-荷尔斯泰因联赛    | 新明斯特县级联赛 塞格贝格县级联赛 西部县级联赛                      | 2008年 |

- 一些协会联赛在所提及的成立日期之前曾使用过不同的名称。给定的成立日期是指当联赛更名为“协会联赛”时的年份。
- 1 自2009年起，萨尔兰协会联赛是唯一的第七级联赛，这是由于萨尔兰联赛（德语：Fußball-Saarlandliga）作为第六级赛事设立。
- 2 威斯特法伦联赛是由两个平行运作的赛区组成，球队在每个新赛季可能会根据地理需求而作重新分配。
- 3 石勒苏益格-荷尔斯泰因协会将在2017年后成为第七级联赛，这是由于石勒苏益格-荷尔斯泰因州级联赛（英语：Landesliga Schleswig-Holstein）将作为第六集赛事设立。[4]